# John Higgins (dessinateur)
Pour les articles homonymes, voir John Higgins.
John Higgins est un coloriste et dessinateur de comics britannique, remarqué pour ses couleurs dans Watchmen et sur Batman: The Killing Joke, deux œuvres scénarisées par Alan Moore.

## Biographie
John Higgins naît à Liverpool. À l'âge de quinze ans, il déménage pour Singapour où il commence à étudier le dessin. De retour en Angleterre, il suit des études au Wallasey Art College. En 1990, il entame une carrière d'illustrateur en dessinant des couvertures de romans de science-fiction. En 1992, il dessine et co-scénarise la mini-série World Whitout end publiée par DC Comics. Il travaille aussi pour le magazine 2000 AD et dessine des histoires mettant en scène Judge Dredd.

## Prix et distinctions
- 1988 : Prix Harvey du meilleur coloriste pour Watchmen
- 1989 : Prix Harvey du meilleur coloriste pour Batman: The Killing Joke
- 2015 : Finaliste Médaille Kate-Greenaway[2] pour ses illustrations, avec Marc Olivent, de Dark Satanic Mills (texte de Julian Sedgwick et Marcus Sedgwick).